# Kållered
Kållered è un'area urbana della Svezia situata nel comune di Mölndal, contea di Västra Götaland.
La popolazione rilevata nel censimento 2010 era di 7 456 abitanti.